# Suriname ai Giochi della XXXII Olimpiade
Il Suriname ha partecipato ai Giochi della XXXII Olimpiade, che si sono svolti a Tokyo, Giappone, dal 23 luglio all'8 agosto 2021 (inizialmente previsti dal 24 luglio al 9 agosto 2020 ma posticipati per la pandemia di COVID-19) con 3 atleti.

## Delegazione
| Sport     | Uomini | Donne | Totale |
| --------- | ------ | ----- | ------ |
| Badminton | 1      | 0     | 1      |
| Ciclismo  | 1      | 0     | 1      |
| Nuoto     | 1      | 0     | 1      |
| Totale    | 3      | 0     | 3      |

## Risultati

### Badminton
| Atleta     | Evento           | Girone               | Girone               | Girone | Ottavi               | Quarti               | Semifinale           | Finale               | Finale          |
| Atleta     | Evento           | Avversario Punteggio | Avversario Punteggio | Pos.   | Avversario Punteggio | Avversario Punteggio | Avversario Punteggio | Avversario Punteggio | Pos.            |
| ---------- | ---------------- | -------------------- | -------------------- | ------ | -------------------- | -------------------- | -------------------- | -------------------- | --------------- |
| Sören Opti | Singolo maschile | Shi P WO             | Abela P WO           | 3º     | Non qualificato      | Non qualificato      | Non qualificato      | Non qualificato      | Non qualificato |

Sören Opti si è ritirato dopo essere risultato positivo al COVID-19.

### Ciclismo su pista
Velocità
| Atleta          | Evento            | Qualificazione    | Qualificazione | Round 1          | R1       | Round 2            | R2       | Round 3          | R3              | Quarti               | Semifinale           | Finale               | Finale          |
| Atleta          | Evento            | Tempo Velocità    | Pos.           | Avversario Tempo | Tempo    | Avversario Tempo   | Tempo    | Avversario Tempo | Tempo           | Avversario Risultato | Avversario Risultato | Avversario Risultato | Pos.            |
| --------------- | ----------------- | ----------------- | -------------- | ---------------- | -------- | ------------------ | -------- | ---------------- | --------------- | -------------------- | -------------------- | -------------------- | --------------- |
| Jair Tjon En Fa | Velocità maschile | 9"472 76,014 km/h | 6ª Q           | Levy P +0"002    | V 10"016 | Lavreysen P +0"259 | P +0"085 | Non qualificato  | Non qualificato | Non qualificato      | Non qualificato      | Non qualificato      | Non qualificato |

Keirin
| Atleta          | Evento          | Round 1   | Ripescaggio | Round 2   | Semifinale | Finale    |
| Atleta          | Evento          | Posizione | Posizione   | Posizione | Posizione  | Posizione |
| --------------- | --------------- | --------- | ----------- | --------- | ---------- | --------- |
| Jair Tjon En Fa | Keirin maschile | 6º R      | 2º QF       | 3º SF     | 3º FA      | 4º        |

### Nuoto
| Atleta           | Evento                     | Batterie | Batterie  | Semifinali      | Semifinali      | Finale          | Finale          |
| Atleta           | Evento                     | Tempo    | Posizione | Tempo           | Posizione       | Tempo           | Posizione       |
| ---------------- | -------------------------- | -------- | --------- | --------------- | --------------- | --------------- | --------------- |
| Renzo Tjon-A-Joe | 50 m stile libero maschili | 22"56    | 36º       | Non qualificato | Non qualificato | Non qualificato | Non qualificato |